# Lützow (Schiff, 1908)
Der Reichspostdampfer Lützow war das zehnte Schiff der Feldherren-Klasse des Norddeutschen Lloyd (NDL) für den Dienst nach Ostasien und Australien. Das Schiff war benannt nach dem preußischen Generalmajor
Ludwig Adolf Wilhelm von Lützow (1782–1834), dem Kommandeur der „Schwarzen Jäger“.
Die 1914 von den Briten im Sueskanal beschlagnahmte Lützow wurde 1923 vom NDL zurückgekauft und bis 1932 auf dem Nordatlantik und zu Kreuzfahrten eingesetzt. Sie war das erste Schiff, das ein Flugzeug mit sich führte, um seinen Passagieren Rundflüge anzubieten.

## Geschichte
Die Lützow begann am 11. April 1908 ihre Jungfernreise nach New York. Am 29. Juli 1908 erfolgte ihr erster Einsatz als Reichspostdampfer nach Ostasien.
Beim Beginn des Ersten Weltkriegs befand sich die Lützow im Sueskanal. Sie wurde von den Briten beschlagnahmt und als Huntsend eingesetzt. (Siehe Hunnendampfer.)
1923 kaufte der NDL die Lützow zurück. Nach Reparatur und Umbau mit 8716 BRT vermessen, verfügte die Lützow über Einrichtungen für 820 Passagiere nur in der II. und III. Klasse. Am 14. Juni 1924 trat sie ihre erste Nachkriegsreise für den NDL nach New York an. Auch nach Kanada wurde sie eingesetzt. Im Juni 1925 führte sie erstmals drei Nordland-Kreuzfahrten durch. 1926 folgten fünf Mittelmeer-Kreuzfahrten ab dem 12. Februar: Die Lützow lief von Bremerhaven rund um Spanien in 16 Tagen nach Genua, von dort ging die zweite Reise in 15 Tagen über neun Zwischenhäfen nach Venedig und die dritte Reise von dort in 26 Tagen über Griechenland bis Konstantinopel, über Palästina nach Alexandria und zurück nach Venedig. Die vierte und fünfte Reise wiederholten die beiden ersten in umgekehrter Richtung. 1927 standen Mittelmeer- und Nordlandfahrten, aber auch eine Ostsee-/Skandinavien-Kreuzfahrt auf dem Programm; bis 1931 waren es insgesamt 17 Kreuzfahrten.
Ab April 1927 führte die Lützow als erstes Schiff ein Flugzeug mit, um den Touristen Rundflüge anzubieten. Es handelte sich um ein Junkers-F-13-Schwimmerflugzeug (D-376 „Kronenreiher“) der Deutschen Luft Hansa.
Am 9. April 1929 unterstützte die Lützow gemeinsam mit dem Dampfschiff Oder und weiteren Schiffen die Rückführung von 18 deutschen Deserteuren aus der französischen Fremdenlegion. Von insgesamt 200 Fluchtwilligen sprangen 20 – ermutigt durch die Nähe des deutschen Kreuzfahrers – bei der Passage der „Neutralen Zone“ in den Suezkanal. Zwei von ihnen wurden durch Schiffsschrauben getötet. Die Namen, Beweggründe und Heimatorte der Geflüchteten sind unbekannt.
Im Mai 1929 wurde die Passagiereinrichtungen umgebaut und die Lützow erhielt eine Kabinen-, Touristen- und III. Klasse. Am 7. April 1932 begann die letzte Nordatlantikfahrt der Lützow und am 8. Juli noch eine Ostasienreise.
Am 24. Dezember 1932 wurde das Schiff zum Abbruch verkauft.